# لانه‌آویز دم‌زرد کاکلی
لانه‌آویز دم‌زرد کاکلی (نام علمی: Psarocolius decumanus) نام یک گونه از سرده لانه‌آویز دم‌زرد است.